# David Hodges
Pour les articles homonymes, voir Hodges.
Ne doit pas être confondu avec David Hodges (personnage).
 (août 2007).
Si vous disposez d'ouvrages ou d'articles de référence ou si vous connaissez des sites web de qualité traitant du thème abordé ici, merci de compléter l'article en donnant les références utiles à sa vérifiabilité et en les liant à la section « Notes et références ».
David Hodges est un musicien américain ayant remporté un Grammy Award.
Ayant commencé une carrière solo, il fut recruté par le groupe de rock Evanescence en 2000, où il était au clavier et au chant. Il quitta le groupe en 2002, après avoir réalisé l'album Fallen, vendu à plus de 14 millions d'exemplaires.
Il fut le leader de son propre groupe, Trading Yesterday. Il a travaillé avec Kelly Clarkson et Céline Dion.
Depuis Trading, David a fondé un nouveau groupe : The Age Of Information puis courant août 2009, il a sorti un EP intitulé : The Rising.